# Албаши (болото)
Албаши — болото у Канівському районі Краснодарського краю.Розташоване між станицею Новодерев'янківською і хутором Раздольним ліворуч від автодороги Новодерев'янківська — Копанська. Довжина приблизно 10,5 км. Живиться водами річки Албаши і атмосферними опадами.